# Notholaena grayi
Notholaena grayi là một loài thực vật có mạch trong họ Adiantaceae. Loài này được Davenp. miêu tả khoa học đầu tiên năm 1879.